# المتوكل المطهر بن يحيى
المتوكل المطهر بن يحيى (حزيران 1217 – 23 حزيران 1298) كان إمام الدولة الزيدية في اليمن التي استمرت إمامتها من 1276 إلى 1298.

## التنافسات الزيدية الداخلية
وعندما هُزم الإمام المهدي إبراهيم وأسره السلطان الرسولي، طلبت النخبة الزيدية في المرتفعات اليمنية الشمالية من الإمام السابق الحسن بن وهاس أن يخلفه. وعندما رفض الحسن، ذهب العرض إلى المطهر بن يحيى بن المرتضى من نسل الإمام الناصر أحمد (ت 934). فقبل واتخذ لنفسه اسم المتوكل المطهر. وكان أقوى شخصية سياسية في الأراضي الزيدية هو الأمير صارم الدين داود، ابن الإمام السابق، الذي كان زعيم الأشراف الحمزية. في عام 1284م حاول صارم الدين إقناع المتوكل على المطهر والحسن بن وهاس بالدخول في حرب مع الدولة الرسولية، إلا أنهما لم يثقا به ورفضا. ثم قام صارم الدين بمحاولة فاشلة لتنصيب قريب له، أحمد بن إبراهيم، إمامًا.

## الحرب مع الرسوليين
ومع ذلك اندلعت الحرب بين المتوكل المطهر والسلطان الرسولي اليوزافاف الفسوي في عام 1288م. حتى عُقد إلى السلام في تموز من ذلك العام، واعترف بالقبائل بنو حي، وبنو سهام، وأورش، وبنو معتم كرعايا للإمام. اندلع القتال الزيدي الرسولي الجديد عام 1291. هذه المرة اجتاح الخندق الجبلي للإمام، فاضطر إلى التنقل من مكان إلى آخر، حتى استقر في النهاية في حجة. توفي السلطان المظفر يوسف الأول القوي عام 1295 فانتهز الزيديون الفرصة للاستيلاء على لجام ونعمان وصعدة. واستطاع الإمام أن يعقد الصلح ويحفظ المكتسبات. وبعد فترة قصيرة، في عام 1298، توفي. وعلى النقيض من الأئمة الخمسة السابقين، فقد استطاع أن يحافظ على مكانته القوية لعقود من الزمن على الرغم من النكسات الدورية. وكان الإمام يُحتَفل به بلقب المظلوم بالغمامة، إذ نجا ذات مرة بأعجوبة بواسطة سحابة عندما طارده السلطان المؤيد داود في خولان. وخلفه ابنه المهدي محمد بن المطهر

## طالع أيضًا
- أئمة اليمن
- تاريخ اليمن
- بنو الرسي